# Кабальеро, Мауро Андрес
Мауро Андрес Кабальеро Агилера (исп. Mauro Andrés Caballero Aguilera; род. 8 октября 1994, Асунсьон) — парагвайский футболист, играющий на позиции нападающего. Ныне выступает за «Торпедо» из Кутаиси.

## Клубная карьера
Мауро Кабальеро — воспитанник асунсьонского «Либертада». 1 мая 2011 года он дебютировал в парагвайской Примере, выйдя на замену в домашней игре с «Такуари». 16 декабря того же года Кабальеро забил свой первый гол в рамках Примеры, открыв счёт в домашнем поединке с командой «Депортиво Капиата».
С начала 2013 года Мауро Кабальеро — футболист португальского «Порту», но играл он лишь за резервную команду клуба. Первую половину 2014 года он на правах аренды провёл за португальский «Пенафиел», а в сезоне 2014/15 играл за «Авеш». В сезоне 2015/16 парагваец выступал за клуб швейцарской Суперлиги «Вадуц».
В середине 2016 года Кабальеро перешёл в парагвайскую «Олимпию», а в январе 2017 года — в чилийский «Палестино». В середине 2017 года он подписал контракт с другим чилийским клубом «Сан-Луис Кильота».